# Periploma aleuticum
Periploma aleuticum är en musselart som först beskrevs av Krause 1885.  Periploma aleuticum ingår i släktet Periploma och familjen Periplomatidae. Inga underarter finns listade i Catalogue of Life.